# جک ویلکینسون (بازیکن فوتبال، زاده ۱۹۳۱)
جک ویلکینسون (انگلیسی: Jack Wilkinson; ۱۷ سپتامبر ۱۹۳۱ – ۱۰ آوریل ۱۹۹۶) بازیکن فوتبال اهل بریتانیا بود.
از باشگاه‌هایی که در آن بازی کرده‌است می‌توان به باشگاه فوتبال آرسنال، باشگاه فوتبال ویتون آلبیون، باشگاه فوتبال پورت ویل، باشگاه فوتبال شفیلد یونایتد، و باشگاه فوتبال اکستر سیتی اشاره کرد.